# シッキム人民会議派
シッキム人民会議派（しっきむじんみんかいぎは、Sikkim Janata Congress）は、シッキム王国の政党（1972年10月26日 - 1973年5月）。シッキムでは移民ながら多数派のネパール系住民を主力とする政党で、シッキム王室（ナムゲル家）に反対し、民主主義制度の導入などを主張した。以下、本記事では略称の「SJC」で記述する。

## 事績

### SJCの結党
1963年に即位したシッキム王国の第12代国王パルデン・トンドゥプ・ナムゲルは、シッキムがインドの保護国と見なされていることに不満を抱き、反印・シッキム独立の政治路線を取っている。また国内的にも、ネパール系主体の政党で親印や民主主義制度導入を主張するシッキム国民会議派（SNC）を敵視し、これに弾圧を加えたり、策動をめぐらして内部分裂をもたらしたりしていた。
1970年のシッキム王国参事院（State Council、立法府に相当）の第4回選挙（選挙議席18）では、SNCが上記原因で混乱したために5議席に留まった。一方、原住民・支配階層ながら少数派であるブティヤ・レプチャ系のシッキム国民党（SNP）とネパール系のシッキム国家会議派（SSC）の親王室派2政党は、それぞれ7議席、4議席を獲得し、親王室派が勝利したのである。この選挙の勝利もあって、国王が望む反印やシッキム独立の運動は更に激化することになり、その一方でSNC総裁カジ・レンドゥプ・ドルジが自党の国王批判につき扇動罪に問われてインドへ亡命、SNCは党勢を大きく削がれた。
ところがこれらの情勢は、支配階層たるブティヤ・レプチャ系住民へのネパール系住民の恐怖を掻き立てるものでもあり、そして親王室派だったSSCもこの種の恐怖感を抱いた結果、ついに結党当初の反王室路線へと回帰していく（SSC結党の経緯については当該記事を参照）。ここでSSCは、同じネパール系の政党であるシッキム人民党（SJP）に呼びかけ、1972年8月15日に両者は合併、シッキム人民会議派（英語版）（SJC）を結成したのである（正式発足は10月26日）。党総裁にはクリシュナ・チャンドラ・プラダン（Krishna Chandra Pradhan 通称「K. C. プラダン」）が就任した。これにより、シッキムにおいて有望な反王室政党が出現することになった。SJCの指導者たちはシッキム各地を遊説し、ブティヤ・レプチャ系の脅威に備えるべくネパール系の武装化を唱導したのである。その一方でSJCは親印のSNCとは異なり、インドこそがシッキムにコミュナリズムを持ち込んでシッキムの民主化を阻害したと批判するなど、反印的な姿勢を示した。

### SNCとの合併
以上のようなSJCの立場には、パルデン・トンドゥプだけでなくインド政府も不快感を覚えた。そこでインド政府はパルデン・トンドゥプと交渉し、SJCの勢いを削ぐためと説得してカジ・レンドゥプ・ドルジの帰国・大赦を認めさせた。こうしてインドの力を借りてドルジは帰国し、SNCは体勢を立て直すことになった。こうして1973年の第5回参事院選挙が実施されたが、SNCとSJCは相討ちする形でそれぞれ5議席、2議席に終わり、唯一の親国王派となったSNPは11議席を獲得する圧勝を収めている。
この結果に衝撃を受けたSNCとSJCは、同年3月より「不正選挙」を主張して選挙のやり直しを求めるデモを首都ガントクで開催し、さらに両党による共同行動会議（Joint Action Council）を結成した。パルデン・トンドゥプはこれを無視、3月27日にはSJC総裁のK. C. プラダンを逮捕した。更に4月に首都ガントクのデモを武力鎮圧したところ、カジ・レンドゥプ・ドルジらSNC・SJC最高指導者はデモ参加者を見捨ててインディア・ハウス（インド駐在行政官の公邸）に逃げ込んだ。
ところがSNCやSJCの若手指導者たちは屈さずに地方で武装蜂起し、次々と人民政府を樹立していく。ついにパルデン・トンドゥプは事態を収拾しきれなくなり、インドに介入を依頼、最終的に5月8日にインド、パルデン・トンドゥプ、SNC・SJC・SNPなど政党の三者による新しいインド・シッキム協定が結ばれた（1973年三者協定）。これによりシッキムはますます属国化することになる。協定締結直後にSJCとSNCは、参事院に代わり新たに創設されるシッキム立法議会（選挙議席30）の選挙に向けて合併し、新たにシッキム会議派（SC）を結成した。

## 注
1. ↑  落合（1986）、257頁。
2. ↑  落合（1986）、265-269頁。SNCも1960年の結党当初はインドに批判的だったが、1970年の第4回参事院選挙では、インド・シッキム条約の改正に消極的な立場を示すなど親印に転じていた。同、256頁。
3. ↑  落合（1986）、268-270頁。
4. ↑  落合（1986）、271-272頁。
5. ↑  落合（1986）、272頁、287頁。
6. ↑  落合（1986）、301頁。